# Golpe Borghese
O Golpe Borghese foi um fracassado golpe de Estado na Itália supostamente planejado para a noite de 7 ou 8 de Dezembro de 1970. Recebeu esse nome devido a Junio Valerio Borghese, um comandante italiano da Segunda Guerra Mundial da unidade Xª MAS, ou "Príncipe Negro", condenado por combater com a Alemanha nazista, mas não por crimes de guerra, mas ainda assim um herói aos olhos de muitos fascistas italianos do pós-guerra. A tentativa de golpe se tornou de conhecimento público quando o jornal esquerdista "Paese Sera" publicou a manchete na noite de 18 de março de 1971: Plano subversivo contra a República: conspiração da extrema-direita descoberta.
A operação secreta rebebeu o codinome 'Operação Tora Tora' conforme o ataque japonês aos navios estadunidenses em Pearl Harbor que levou os Estados Unidos a entrar na Segunda Guerra Mundial, em 7 de dezembro de 1941. O plano do golpe de Estado em sua fase final previa o envolvimento de navios de guerra dos Estados Unidos e da OTAN que estavam em alerta no Mediterrâneo.

## O suposto golpe
Estas ações envolveriam centenas de militantes neofascistas, auxiliados por 187 membros do Corpo Forestale dello Stato. O plano incluía o sequestro do presidente italiano Giuseppe Saragat, o assassinato do chefe da polícia, Angelo Vicari, e a ocupação do Quirinale, do Ministério do Interior, do Ministério da Defesa e da emissora de televisão pública italiana RAI. Alguns dissidentes do Exército também planejaram ocupar Sesto San Giovanni, na época uma cidade de trabalhadores e um reduto do Partido Comunista Italiano. Aparentemente, alguns militantes entraram brevemente no Ministério do Interior, mas Borghese suspendeu o golpe algumas horas antes de sua fase final.
De acordo com Borghese, os neofascistas estavam, na verdade, se reunindo para uma manifestação de protesto contra a próxima visita do presidente Josip Broz Tito da Iugoslávia, que mais tarde seria adiada. Este protesto foi supostamente cancelado por causa da chuva forte. Amos Spiazzi, comandante dos dissidentes do Exército, afirmou que o golpe foi suspenso porque o governo democrata-cristão sabia do plano golpista e estava pronto para reprimir os conspiradores e declarar lei marcial. 
Os participantes das reuniões semiclandestinas pareciam acreditar na prisão de políticos e na ocupação das principais instalações, com a participação de unidades simpáticas do exército. Quando Borghese cancelou o golpe, tarde da noite, os presumidos conspiradores, supostamente desarmados, improvisaram um jantar de espaguete tardio, antes de voltar para casa.  Vários membros da Frente Nacional (Fronte Nazionale) foram presos e um mandado foi expedido para Borghese, que fugiu para a Espanha e lá morreu em 1974.

## Investigação
Em 18 de março de 1971, o jornal esquerdista Paese Sera foi publicado com o título: Plano subversivo contra a República: conspiração da extrema-direita descoberta. As primeiras detenções relativas à tentativa de golpe foram feitas no mesmo dia. As primeiras pessoas detidas entre 18 e 19 de março foram: Mario Rosa, um major reformado do exército e secretário da Frente Nacional; Remo Orlandini, também um ex-major do exército, proprietário de bens imobiliários e colaborador próximo de Borghese; e Sandro Saccucci, um jovem paraquedista. Um mandado de prisão para Borghese também foi expedido, mas ele não pôde ser encontrado.   Os detidos posteriores incluíram o empresário Giovanni De Rosa e um coronel reformado da Força Aérea, Giuseppe Lo Vecchio. 
A investigação sobre a tentativa de golpe seria ressuscitada após Giulio Andreotti se tornar ministro da defesa novamente. Andreotti entregou um relatório do serviço secreto em setembro de 1974 para o Ministério Público de Roma, e logo em seguida o General Vito Miceli, ex-chefe da SID, foi levado para interrogatório perante o juiz investigador.  O interrogatório de Miceli levou à sua prisão dois dias depois.  Miceli foi então demitido, e as agências de inteligência italianas foram reorganizadas por uma lei de 1977.

## Julgamentos
Três julgamentos tiveram início por conspiração contra o Estado italiano. Em 1978, Vito Miceli foi absolvido da acusação de tentar encobrir uma tentativa de golpe, Saccucci, Orlandini, Rosa, e outros foram condenados por conspiração política, o que incluiu também Stefano Delle Chiaie, cujo papel específico é incerto. Segundo notícias da UPI em 1987, ele já havia fugido da Itália para a Espanha em 25 de julho de 1970.  No entanto, de acordo com outras fontes, incluindo René Monzat (1992), ele liderou o comando que ocupou as dependências do ministro do Interior.  No julgamento do recurso em novembro de 1984 todos os 46 réus foram absolvidos porque o "fato não aconteceu" (il fatto non sussiste) e só existiu "um encontro privado entre quatro ou cinco sexagenários".  O Supremo Tribunal confirmou a sentença do recurso em março de 1986. 
O julgamento final, ligado ao Golpe Borghese começou em 1991, depois que se descobriu que as evidências envolvendo pessoas proeminentes (Licio Gelli, almirante Giovanni Torrisi) tinham sido destruídas pelo serviço secreto das forças armadas italianas antes do primeiro julgamento. Giulio Andreotti, ministro da Defesa na época que as provas foram destruídas, declarou em 1997 que nomes tinham sido excluídos para que as acusações fossem mais fáceis de entender. Este último julgamento terminou sem condenações, porque o período de prescrição para a destruição de provas tinha passado.
De acordo com o jornalista René Monzat, as investigações duraram sete anos, durante as quais foi alegado que o Golpe Borghese recebeu auxílio de cúmplices militares, bem como de apoio político não só da Frente Nacional de Borghese ou do deputado do MSI Sandro Saccucci, mas também de outras personalidades políticas pertencentes à Democracia Cristã (DC) e ao Partido Socialista Democrático Italiano (PSDI).  De acordo com Monzat, as investigações descobriram também que o adido militar da embaixada dos Estados Unidos estava intimamente ligado com os golpistas e que um dos principais acusados declarou ao juiz que o presidente estadunidense Richard Nixon havia seguido os preparativos para o golpe, do qual ele foi pessoalmente informado por dois agentes da CIA.  Estes fatos foram confirmados através de uma legislação sobre liberdade de informação (FOIA) a pedido o jornal italiano La Repubblica, em dezembro de 2004. No entanto, apenas alguns setores marginalizados da CIA eram favoráveis ao golpe, enquanto que a principal resposta foi de não permitir grandes mudanças no equilíbrio geopolítico na região do Mediterrâneo. 

## Envolvimento da Máfia
De acordo com vários ex-mafiosos testemunhas de Estado ("pentiti"), como Tommaso Buscetta, Borghese pediu a máfia siciliana para apoiar o golpe neofascista. Em 1970, quando a comissão da máfia siciliana foi reconstituída, uma das primeiras questões que precisavam ser discutidas era uma oferta de Borghese, que pediu apoio em troca de perdões de mafiosos condenados como Vincenzo Rimi e Luciano Leggio. Os mafiosos Giuseppe Calderone e Giuseppe Di Cristina visitaram Borghese em Roma. No entanto, outros mafiosos, como Gaetano Badalamenti se opuseram ao plano, e a máfia decidiu não participar. 
De acordo com o chefe da máfia Luciano Leggio, testemunhando no Maxiprocesso contra a máfia em meados de 1980, Tommaso Buscetta e Salvatore Greco "Ciaschiteddu" eram a favor da ajuda a Borghese. No plano, a máfia deveria realizar uma série de atentados terroristas e assassinatos para proporcionar a justificativa para um golpe direitista. Embora a versão de Leggio diferisse da de Buscetta, o depoimento confirmou que Borghese havia solicitado a assistência da máfia. 
De acordo com o pentito Francesco Di Carlo, o jornalista Mauro De Mauro foi assassinado em setembro de 1970, porque ele soubera que Borghese - um dos amigos de infância de De Mauro - planejava o golpe. 

## Sources
- Stille, Alexander (1995). Excellent Cadavers. The Mafia and the Death of the First Italian Republic, New York: Vintage ISBN 0-09-959491-9

- (em italiano) Relazione della Commissione Stragi su "Il terrorismo, le stragi ed il contesto storico-politico": cap. VI, "Il c.d. golpe Borghese"

- Este artigo foi inicialmente traduzido, total ou parcialmente, do artigo da Wikipédia em inglês cujo título é «Golpe Borghese».